# ناحیه درسباخ، شهرستان وینونا، مینه سوتا
ناحیه درسباخ (به انگلیسی: Dresbach Township) یک منطقهٔ مسکونی در ایالات متحده آمریکا است که در شهرستان وینونا، مینه‌سوتا واقع شده‌است.
 ناحیه درسباخ ۲۴٫۰ کیلومتر مربع مساحت و ۴۵۶ نفر جمعیت دارد و ۲۴۴ متر بالاتر از سطح دریا واقع شده‌است.